# ЭЦН
ЭЦН (электроприводной центробежный насос) — наиболее широко распространённый в России аппарат механизированной добычи нефти (ESP — electric submersible pump — погружной насос).
Относится к лопастным центробежным насосам динамического типа.

ЭЦН входит в состав погружной части УЭЦН.

## История создания ЭЦН
- Первый центробежный насос для добычи нефти был разработан в 1916 Российским изобретателем Армаисом Арутюновым. В 1923 году Арутюнов эмигрировал в США, и в 1928 году основал фирму Bart Manufacturing Company, которая в 1930 была переименована в «REDA Pump» (аббревиатура от Russian Electrical Dynamo of Arutunoff), которая многие годы была лидером рынка погружных насосов для нефтедобычи.
- В СССР большой вклад в развитие электрических погружных насосов для добычи нефти внесло Особое конструкторское бюро по конструированию, исследованию и внедрению глубинных бесштанговых насосов (ОКБ БН) созданном в 1950 г. Основателем ОКБ БН был Богданов Александр Антонович.

## Принцип действия ЭЦН
ЭЦН — погружной насос центробежного типа. Необходимость эксплуатации ЭЦН в скважине накладывает ограничения на диаметр насоса. Большинство применяемых центробежных насосов для добычи нефти не превышает 103 мм (5А габарит насоса). В то же время длина ЭЦН в сборе может достигать 50 м.
ЭЦН — это гидравлическая машина для напорного перемещения жидкости в результате сообщения ей внешней энергии. Передача энергии потоку жидкости с вала центробежного насоса, вращаемого приводным электродвигателем, осуществляется рабочим колесом с лопастями. Жидкость, поступая в межлопастные каналы вращающегося вокруг оси рабочего колеса под влиянием центробежных сил, перемещается к периферии колеса и выбрасывается в направляющий аппарат (диффузор). Направляющий аппарат служит для направления потока жидкости в приемную часть рабочего колеса, отвода и подачи в следующую ступень насоса.
Рабочее колесо и направляющий аппарат образуют рабочую ступень центробежного насоса, характеризующуюся следующими параметрами:
- номинальный дебит или подача (Q,м3/сут);
- развиваемый напор при номинальном дебите (H,м);
- потребляемая мощность (N,кВт);
- Коэффициент полезного действия  (КПД,%).

## Типоразмеры ЭЦН
В зависимости от размера выделяют следующие габариты насосов:
- габарит 2, внешний диаметр корпусной трубы насоса 55 мм
- габарит 2А, внешний диаметр корпусной трубы насоса 69 мм
- габарит 3, внешний диаметр корпусной трубы насоса 81 мм
- габарит 4, внешний диаметр корпусной трубы насоса 86 мм
- габарит 5, внешний диаметр корпусной трубы насоса 92 мм
- габарит 5А, внешний диаметр корпусной трубы насоса 103 мм
- габарит 6, внешний диаметр корпусной трубы насоса 114 мм
- габарит 6А, внешний диаметр корпусной трубы насоса 123 мм
- габарит 6Б (или 7), внешний диаметр корпусной трубы насоса 130 мм
- габарит 7А, внешний диаметр корпусной трубы насоса 136 мм
- габарит 8, внешний диаметр корпусной трубы насоса 172 мм
- габарит 9, внешний диаметр корпусной трубы насоса 185 мм

Учитывая эти габариты, а также габарит погружного электродвигателя и погружного силового кабеля определяется минимальный внутренний диаметр обсадной колонны скважины.
Зарубежные компании применяют другую систему классификации насосов по габаритам
- тип A 338-я серия, диаметр корпуса насоса 3⅓" (86 мм)
- тип D 400-я серия, диаметр корпуса насоса 4" (102 мм)
- тип G 513-я серия, диаметр корпуса насоса 5⅛" (130 мм)
- тип E 538-я серия, диаметр корпуса насоса 5⅓" (137 мм)
- тип H 562-я серия, диаметр корпуса насоса 5⅝" (143 мм)
- тип J  675-я серия, диаметр корпуса насоса 6¾" (171 мм)
- тип M 862-я серия, диаметр корпуса насоса 8⅝" (219 мм)
- тип N 950-я серия, диаметр корпуса насоса 9½" (241 мм)